# Na Glinie
Na Glinie – część wsi Kołaczkowice w Polsce, położona w województwie świętokrzyskim, w powiecie buskim, w gminie Busko-Zdrój.
W latach 1975–1998 Na Glinie administracyjnie należało do województwa kieleckiego.